# الفيلق العشرون (الإمبراطورية الروسية)
الفيلق العشرون في الجيش الإمبراطوري الروسي كان السلك الذي حارب في الحرب العالمية الأولى على المسرح الشرقي.
قبل الحرب العالمية الأولى كان الفيلق متمركزا في منطقة فيلنو، ومقره في ريغا.

## التاريخ
قاتلت هذه الوحدة في معركة بحيرات ماسوريان الثانية تحت قيادة بولياكوف. في 7 فبراير وسط عاصفة ثلجية، فريتز فون بلاو جنرال الجيش الثامن الألماني هجوما مفاجئا، وتقدم 70 ميلا في غضون أسبوع واحد. الإصابات الشديدة التي لحقت بالروس، أدت إلى انسحاب غير منظم مع أخذ كثير من الروس أسرى. الخسارة الأكبر للفيلق كانت عندما طوقه الجيش الألماني العاشر في غابة اوغستاون، على الرغم من أن العديد خرق الطوق، استسلم الباقون يوم 21 فبراير. عدد كبير من الجنود اللاتفيين قتلوا أو جرحوا أو أسروا خلال هذه المعركة. اثر هذا على قرار الجيش الإمبراطوري الروسي لإنشاء كتيبة البنادق اللاتفية.

## التركيب
عند اندلاع الحرب العالمية الأولى، تكون الفيلق من الوحدات التالية :

### فرقة المشاة الثامنة والعشرون
اللواء الأول

- فوج المشاة المئة والتاسع فولجسكي
- فوج المشاة المئة والعاشر كامسكي

اللواء الثاني

- فوج المشاة المئة والحادي عشر دونسكوي
- فوج المشاة المئة والثاني عشر في منطقة الاورال

لواء المدفعية الثامن والعشرون

### فرقة المشاة التاسعة والعشرون
اللواء الأول

- فوج المشاة المئة والثالث عشر القديم
- فوج المشاة المئة والرابع عشر نوفوتورسكي

اللواء الثاني

- فوج المشاة المئة والخامس عشر فيازيمسكي
- فوج المشاة المئة والسادس عشر مالوياروسلافسكي

لواء المدفعية التاسع والعشرون
- لواء الفرسان الأول المنفصل
- كتيبة مدفعية الهاون العشرون
- كتيبة المدفعية الثقيلة الأولى
- كتيبة مهندسي الألغام العشرون، كتيبة القوارب الأولى
- كتيبة القوارب الثانية
- كتيبة التموين والقطار الثانية
- مجموعة مهندسي الحصار الأولى

## القادة
- 1899-1901 : الجنرال اللفتنانت ريتشارد ميفيس
- 28.07.1908-12.1914 : جنرال المشاة فلاديمير سميرنوف
- 12.1914-02.1915 : الجنرال اللفتنانت بافل إليتش بولياكوف،
- 03.1915-04.1917 : الكسندر يوسافوفتش افرينوف،
- 04.1917 -؟ 04.1917 -؟ : الشين